# Firuzabad
Firuzabad (sassànida Ardasher-Khwarrah o Ardahsir-Khurra اردشيرخوره, o la Glòria d'Ardashir; àrab Fīrūzābād فيروزآباد,; abans Piruzabad i més abans Gur o Čur) és una ciutat de l'Iran a la província de Fars al sud de Siraz, capital de comtat de Firuzabad. La seva població s'estimava en 67.909 el 2005 (4340 habitants el 1951). La moderna ciutat és a uns 3 km al sud-est de l'antiga. La zona va estar habitada per la tribu dels kaixkai o qaixqais.

## Història
Alexandre el Gran en la seva invasió de Pèrsia va destruir la vila de Gur o Čur o Gōr que ocupava el seu lloc. Al dirigir el riu cap a la ciutat va crear un llac.
Sota els sassànides Artaxerxes I la va refundar al mateix lloc on va obtenir una gran victòria sobre Artaban V de Pàrtia; fou la capital de la regió administrativa (kura) sassànida i àrab als primers temps del califat) anomenada Ardashir Kurra. Tenia quatre portes (Mithra, Bahram, Hormuz i Ardashir) i era circular amb torre al centre que tenia un temple del foc precedent arquitectònic de la gran mesquita de Samarra; el rei persa hi va tenir un palau i hi va residir abans del triomf de la seva revolta.
Sota els sassànides fou seu d'un bisbat nestorià (actes del sínode de 430) i el metropolità del Fars residia a Riv Ardashir (àrb Rishahr); el bisbat encara existia el 540.
La ciutat igual que Ishtakhr va resistir als àrabs fins al 649/650 en què fou conquerida per Abd Alla ibn Amir ibn Kuraysh. Gōr va esdevenir capital de la província de Ardashir-Khurra (Ardasher-Khwarrah, Khor Ardeshīr o Shāhr-ī Gōr).
Al segle IX era tan gran com Istakhr però inferior a Siraz. El buwàyhida Àdud-ad-Dawla hi va residir en alguns moments. El nom vell de Gōr (que en persa volia dir "tomba") va ser abandonat en favor de Perozabad o Piruzabad (Ciutat de la victòria), nom que després ha conegut algunes modificacions menors (Firuzabad, Fīrūzābād, Firouzabad).
Més tard va perdre importància i no es destaca per cap esdeveniment a la resta de la seva història.